# Douglas Castillo Alfaro
Douglas Castillo Alfaro fue un ingeniero de minas chileno, nació en Pampa Unión el 31 de octubre de 1931. Se desempeñó como Superintendente en Minas de Carboníferas Schwager S.A. y en 1961, en conjunto con el Ingeniero William Ward, lograron unir las galerías de carbón perforadas desde el Pique El Tesoro de Puchoco con las de la nueva mina Piques Arenas Blancas, ubicada a 900 metros bajo el lecho marino.

## Biografía
Douglas Castillo Alfaro, enfrentó desafíos desde su infancia, incluido el temprano fallecimiento de su padre y la falta de acceso a la educación en Tulahuén, donde pasó la mayoría de su juventud. Su vida dio un giro al ingresar al internado de Ovalle, en donde se enfocó en la lectura y el estudio.
Continuó su formación en la Escuela de Minas de La Serena y, tras graduarse, emprendió un viaje al sur, guiado por la promesa de oportunidades en las minas de carbón de Schwager en Coronel.
En 1954 Douglas Castillo se unió a la compañía minera Schwager, donde desempeñó un papel fundamental durante la reorganización y modernización liderada por William Ward, los que activamente trabajaron en la introducción de nuevas tecnologías en las galerías submarinas, Douglas desempeñó un papel crucial en la conexión de galerías históricas en 1961, marcando un hito en la industria del carbón durante la década de los sesenta, ya que esta nueva conexión de galerías, desde el Pique Tesoro de Puchoco con las de la nueva mina Piques Arenas Blancas, permitía acceder a zonas previamente inexploradas o inaccesibles, lo que podría abrir nuevas oportunidades para la extracción de carbón y ampliar la producción de la mina. En este caso particular, la conexión representó un hito histórico para la compañía minera Schwager.
En una entrevista, Douglas compartió su perspectiva sobre la importancia de cambiar la actitud de las personas frente a las dificultades, destacando el fuerte espíritu que anima a los trabajadores de la mina. Su enfoque en mejorar las condiciones y fortalecer el espíritu de la comunidad minera ha sido fundamental para el éxito continuo de la empresa.